# Megaselia propior
Megaselia propior är en tvåvingeart som beskrevs av Colyer 1956. Megaselia propior ingår i släktet Megaselia och familjen puckelflugor. Inga underarter finns listade i Catalogue of Life.